# Montapas
Montapas ist eine französische Gemeinde mit 275 Einwohnern (Stand: 1. Januar 2022) im  Département Nièvre in der Region Bourgogne-Franche-Comté. Die Gemeinde gehört zum Arrondissement Château-Chinon (Ville) und zum Kanton Château-Chinon (bis 2015: Kanton Saint-Saulge).

## Geographie
Montapas liegt etwa 63 Kilometer südsüdöstlich von Auxerre und etwa 30 Kilometer östlich von Nevers. Umgeben wird Montapas von den Nachbargemeinden Saint-Maurice im Norden, Mont-et-Marre im Osten und Nordosten, Châtillon-en-Bazois im Südosten, Alluy im Süden und Südosten, Rouy im Süden und Südwesten sowie Saint-Saulge im Westen und Nordwesten.

## Bevölkerungsentwicklung
| Jahr                       | 1962 | 1968 | 1975 | 1982 | 1990 | 1999 | 2006 | 2013 |
| Einwohner                  | 493  | 492  | 417  | 416  | 305  | 281  | 286  | 285  |
| Quellen: Cassini und INSEE |      |      |      |      |      |      |      |      |